# 小笠原大樹
小笠原 大樹（おがさわら だいき、1987年2月26日 - ）は、日本のラグビー選手。

## プロフィール
- 神奈川県出身[1]。
- ポジションはロック(LO)。
- 身長 185cm、体重 92kg
- ニックネームはオガ、チュンチュン。
- 好きな芸能人は平子理沙[2]。

## 略歴
2005年、東海大相模高校卒業後、大東文化大学に入る。
2009年、大東文化大学卒業後、キヤノン（現・キヤノンイーグルス）に加入。
2014年、キヤノンイーグルスを退団した。